# Matteo Becucci
Matteo Becucci (Livorno, 4 agosto 1970) è un cantautore italiano divenuto famoso nel 2009 in seguito alla vittoria della seconda edizione di  X Factor.

## Biografia
Nel 1990 a 20 anni avviene il debutto live, con esibizioni nei locali nella provincia di Livorno, accompagnato da Riccardo Torri e Claudio Fabiani. Tre anni dopo entra nella band "Rien à faire", scioltasi nel 1995. Tra il 1994 e il 1995 apre alcuni concerti di Sergio Caputo.
Nel 1995, insieme con Franco Ceccanti, forma il duo "Check Back", attivo ancora oggi; nel 1997 Becucci inizia la collaborazione con Mr Pitiful Soul Band, terminata poi nel 2006. Nel 2000 incide la canzone Come una cosa andrò (musica e testo di Roberto Sbolci) per la colonna sonora della pellicola Non come un bang di Mariano Lamberti. Del 2003 è la pubblicazione del disco Liberi di mente, primo album del cantante livornese. Dal 2007 è la voce maschile dei "Montenisa Bubbles Band", un ensemble di 10 elementi con cui collabora fino al 2008.
Nel 2008 viene selezionato da Morgan per partecipare alla seconda edizione di X Factor; durante la finale interpreta il singolo Impossibile (musica e testo di Francesco Gramegna coadiuvato da Matteo Cantaluppi). II 19 aprile 2009 viene proclamato vincitore di X Factor per soli 16 voti in più rispetto ai The Bastard Sons of Dioniso, vincendo un contratto con la Sony Music del valore di 300.000 €. Suo "padrino" d'eccezione per la finalissima è Riccardo Cocciante, con il quale duetta in Margherita. Il 24 aprile 2009, dopo la vittoria di X Factor, esce il suo primo EP: Impossibile, che prende il titolo dal singolo estratto e che vince il disco d'oro per aver superato la soglia delle 35.000 copie vendute.
Dal 23 ottobre 2009 parte la programmazione radiofonica di Ti troverò, riadattamento in italiano di I Didn't Know dei Ph.D., che anticipa la pubblicazione del disco Cioccolato amaro e caffè, il 13 novembre 2009. Dall'album vengono estratti altri due singoli: Cioccolato amaro e caffè e Sei unica. Con gli ultimi lavori il cantante non ripete il successo avuto con l'EP, pubblicato durante la finale di X Factor 2; decide quindi di presentare una canzone per il Festival di Sanremo 2010 ma viene escluso.
Nel 2010 decide di provare con il musical: veste i panni di Giuda nel musical Jesus Christ Superstar. Nel 2011 viene pubblicato l'album Matteo Becucci preceduto dal singolo La cucina giapponese (brano composto da Matteo Becucci, Massimo Greco e Valentin Gerlier su testo dello stesso Becucci con Giuseppe Rinaldi) e seguito da Fare a meno di te (canzone composta musica e testo a quattro mani da Matteo Becucci e Luca Chiaravalli). Il 12 maggio 2012 viene pubblicato il singolo Era di maggio (musica di Pietro Stefanini e Francesco Sighieri; testo di Matteo Becucci e Piervincenzo Cortese).
Becucci partecipa occasionalmente alle partite benefiche della Nazionale italiana cantanti.
Il 19 aprile 2013 esce con il suo nuovo singolo Fammi dormire, pubblicato dalla Klasse Uno.
Nell'estate del 2014 esce con il singolo L'onda del destino insieme al rapper Capitan America su etichetta Senza Base Records.
Il 22 agosto 2014 inaugura con il suo nuovo singolo la prima edizione del Mondragone Festival.
Nel settembre 2014 partecipa come concorrente alla quarta edizione del programma televisivo Tale e quale show, vincendo imitando Mick Hucknall (prima puntata), Ron (sesta) e Bruno Lauzi (ottava). Al termine del programma si classifica al terzo posto. Partecipa inoltre alla terza edizione di Tale e quale show - Il torneo, classificandosi al quarto posto.
Nel dicembre 2014, in collaborazione con l'etichetta Senza Dubbi, viene pubblicato il suo quarto album, intitolato Tutti quanti Mery, anticipato dal singolo Mery.
A settembre 2018 torna a Tale e quale show, questa volta però in qualità di vocal coach, in sostituzione di Silvio Pozzoli.

## Discografia

### Album
- 2003 - Liberi di mente
- 2009 - Cioccolato amaro e caffè
- 2011 - Matteo Becucci
- 2014 - Tutti quanti Mery

### EP
- 2009 - Impossibile

### Singoli
- 2009 - Impossibile
- 2009 - Ti troverò
- 2010 - Cioccolato amaro e caffè
- 2010 - Sei unica
- 2011 - La cucina giapponese
- 2011 - Fare a meno di te
- 2012 - Era di maggio
- 2013 - Fammi dormire
- 2014 - L'onda del destino (feat. Capitan America)
- 2014 - Mery
- 2015 - L'elefante
- 2019 - Lontano dagli alberi

### Partecipazioni
- 2009 - Con Lo avrei dovuto sapere partecipa a X Factor Anteprima Compilation 2009 (Ricordi)
- 2009 - Con Ancora ancora ancora partecipa a X Factor Finale Compilation 2009 (Ricordi)
- 2009 - Con The Christmas Song partecipa a X Factor - The Christmas Album (Sony Music)